# Municipio de Dmanisi
El municipio de Dmanisi (en georgiano: დმანისის მუნიციპალიტეტი) es un municipio en el suroeste de Georgia perteneciente a la región de Baja Iberia. El área total del municipio es 1198,8 kilómetros cuadrados y su centro administrativo es Dmanisi. La población era 19.141, según el censo de 2014.

## Geografía
El municipio de Dmanisi limita al norte con el municipio de Tsalka, al noreste está Tetritskaro, al este con el de Ninotsminda y al oeste, Bolnisi. En el sur del municipio se encuentra la frontera con Armenia.
La mayor parte del municipio está ocupada por sierras bajas, que están boscosas en la parte oriental y alcanzan alturas de 1500 a 1900 m en las crestas. En la parte occidental escasamente poblada, las cordillera de Yavajetia se elevan a unos 3000 m; los picos más altos en la frontera de la cordillera con la región de Mesjetia-Yavajetia son Emlikli (3054 m) y Aghrikari (2972 m).

### Clima
El clima en el municipio de Dmanisi es moderadamente húmedo, con inviernos fríos y largos y veranos cálidos. La temperatura media anual en la parte occidental es de 3 °C y en la parte oriental de 12 °C. Mientras que la temperatura media en enero es de -10 °C a -2 °C, respectivamente, a partir de julio pasa a 13 °C y 23 °C. La precipitación anual oscila entre 650-1000 mm por año. 

## Historia
Desde finales del siglo X hasta la primera mitad del siglo XI, la parte norte del municipio de Dmanisi se incluyó en el ducado de Kldekari.
El municipio está ubicado en el oeste de la región histórica de Borchalo, que durante el período perteneciente al Imperio ruso formó un uyezd en la gobernación de Tiflis, que estaba habitada predominantemente por armenios, azerbaiyanos y griegos. Durante el período de las repúblicas independientes de Georgia y Armenia, el área fue disputada entre los dos estados en 1918 y 1919. Después de permanecer en Georgia, la mayoría de los armenios emigraron de esta parte del país.
En 1933, el área del municipio actual como un raión independiente se separó del raión de Tsalka, que existía desde 1930, al igual que la sede administrativa bajo el entonces Bashkicheti. Por decreto de la República Socialista Soviética de Georgia del 18 de marzo de 1947, el pueblo de Bashkicheti pasó a llamarse Dmanisi. El 24 de junio de 1959, Dmanisi recibió el estatus de asentamiento de tipo urbano.
Después del colapso de la Unión Soviética, el desempeño económico del municipio de Dmanisi se deterioró drásticamente, acompañado por la emigración de más de la mitad de la población. En 1995, el raion se asignó a la recién creada región de Baja Iberia y en 2006 se transformó en municipio.

## Política
La asamblea municipal de Dmanisi (en georgiano: დმანისის საკრებულო) es un órgano representativo en el municipio de Dmanisi, que consta de 30 miembros que se eligen cada cuatro años. La última elección se llevó a cabo en octubre de 2021 y la ganó Koba Muradashvili del Sueño georgiano.
| Partido político | Partido político          | 2017 | 2021 |
| ---------------- | ------------------------- | ---- | ---- |
|                  | Sueño georgiano           | 27   | 15   |
|                  | Movimiento Nacional Unido | 1    | 12   |
|                  | Progreso y Libertad       | -    | 1    |
|                  | Independientes            | -    | 2    |
|                  | Movimiento de Desarrollo  | 3    | -    |
| Total            | Total                     | 31   | 30   |

## División administrativa
El municipio consta de 16 temi o consejos de pueblos, 57 pueblos (sopeli), y hay un asentamiento urbano, Dmanisi.
Los temi o consejos de pueblos son: Amamlo, Didi Dmanisi, Gantiadi, Ipnari, Irganchai, Kamarlo, Kvemo Karabulaji, Kizilkilisa, Mashavera, Ormasheni, Sakire, Sarkineti.

## Demografía
El municipio de Dmanisi ha tenido una disminución de población desde 1989, teniendo hoy sobre el 40% de los habitantes de entonces.
| Población del municipio de Dmanisi                                     | Población del municipio de Dmanisi | Población del municipio de Dmanisi | Población del municipio de Dmanisi | Población del municipio de Dmanisi | Población del municipio de Dmanisi | Población del municipio de Dmanisi | Población del municipio de Dmanisi | Población del municipio de Dmanisi | Población del municipio de Dmanisi | Población del municipio de Dmanisi | Población del municipio de Dmanisi |
|                                                                        | 1897                               | 1922                               | 1926                               | 1939                               | 1959                               | 1970                               | 1979                               | 1989                               | 2002                               | 2014                               | 2021                               |
| ---------------------------------------------------------------------- | ---------------------------------- | ---------------------------------- | ---------------------------------- | ---------------------------------- | ---------------------------------- | ---------------------------------- | ---------------------------------- | ---------------------------------- | ---------------------------------- | ---------------------------------- | ---------------------------------- |
| Municipio de Dmanisi                                                   | -                                  | -                                  | -                                  | 33 975                             | 34 174                             | 43 785                             | 44 075                             | 52 208                             | 28 034                             | 19 141                             | 20 922                             |
| Asentamiento de Dmanisi                                                | -                                  | 670                                | -                                  | 1871                               | 4778                               | 4076                               | 4530                               | 8650                               | 3427                               | 2661                               | 2920                               |
| Datos: Estadística de población de Georgia desde 1897 hasta hoy. Nota: |                                    |                                    |                                    |                                    |                                    |                                    |                                    |                                    |                                    |                                    |                                    |

La población está compuesta por un 65% de azeríes, mientras que los georgianos son el 33%.
|                   | 1939      | 1939       | 1959      | 1959       | 2002      | 2002       | 2014      | 2014       |
| Grupo étnico      | Población | Porcentaje | Población | Porcentaje | Población | Porcentaje | Población | Porcentaje |
| ----------------- | --------- | ---------- | --------- | ---------- | --------- | ---------- | --------- | ---------- |
| Georgianos        | 6536      | 19,2%      | 5742      | 16,8%      | 8759      | 31,24%     | 6345      | 33,15%     |
| Rusos             | 1801      | 5,3%       | 1126      | 3,3%       | 156       | 0,56%      | 67        | 0,35%      |
| Ucranianos        | 1801      | 5,3%       | 143       | 0,4%       | 7         | 0,02%      | 5         | 0,03%      |
| Azeríes           | 16 945    | 49,9%      | 19 666    | 57,5%      | 18 716    | 66,76%     | 12 530    | 65,46%     |
| Armenios          | 2719      | 8,0%       | 2800      | 8,2%       | 147       | 0,52%      | 87        | 0,45%      |
| Griegos           | 5320      | 15,7%      | 4499      | 13,2%      | 218       | 0,78%      | 87        | 0,45%      |
| Osetios           | 34        | 0,1%       | 41        | 0,1%       | 12        | 0,04%      | 5         | 0,03%      |
| Abjasios          | -         | -          | -         | -          | 9         | 0,02%      | 1         | 0,01%      |
| Asirios           | 4         | 0,1%       | -         | -          | -         | -          | -         | -          |
| Judíos            | 4         | 0,1%       | 10        | 0,1%       | -         | -          | -         | -          |
| Chechenos y kists | 4         | 0,1%       | -         | -          | -         | -          | -         | -          |
| Kurdos            | 27        | 0,1%       | 11        | 0,1%       | -         | -          | -         | -          |
| Alemanes          | 482       | 1,4%       | -         | -          | -         | -          | -         | -          |
| Lezguinos         | 25        | 0,1%       | -         | -          | -         | -          | -         | -          |
| Total             | 33 975    | 100%       | 34 174    | 100%       | 28 034    | 100%       | 19 141    | 100%       |

## Economía
El área es agrícolacon un 2,3% de la producción de leche de Georgia y 2,4% en la producción de trigo y patatas.

## Infraestructura

### Educación
En el municipio de Dmanisi hay instituciones preescolares y 44 escuelas secundarias estatales.

### Transporte
Por el municipio pasa la autovía S6 (E117) que une Tiflis con Marneuli y Guguti. Otra carretera de importancia nacional es la Sh 68, que une Didi Dmanisi, Dmanisi, Gomareti y Bediani. No hay línea de ferrocarril en el municipio.

## Galería

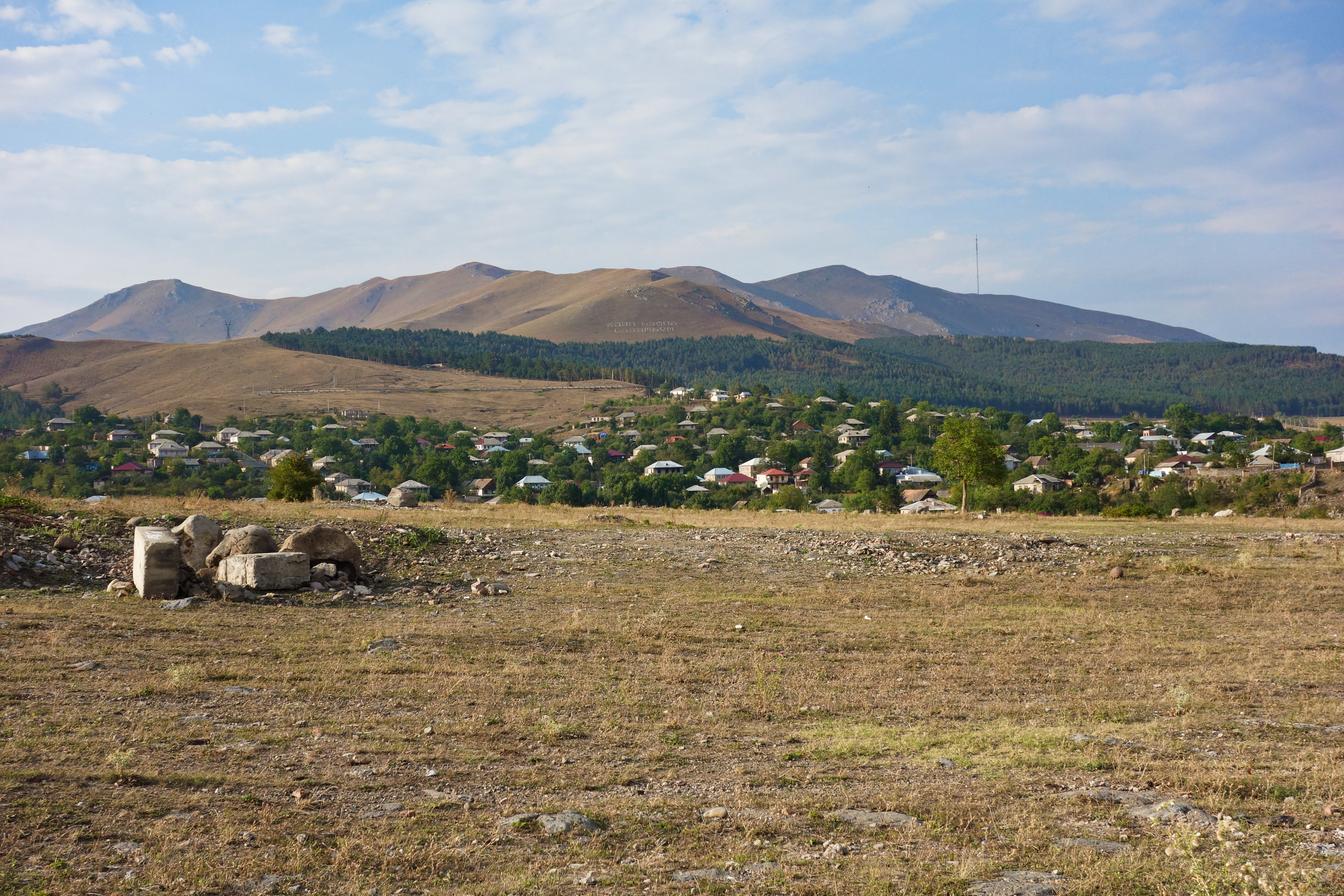
Vista de Dmanisi desde el sur
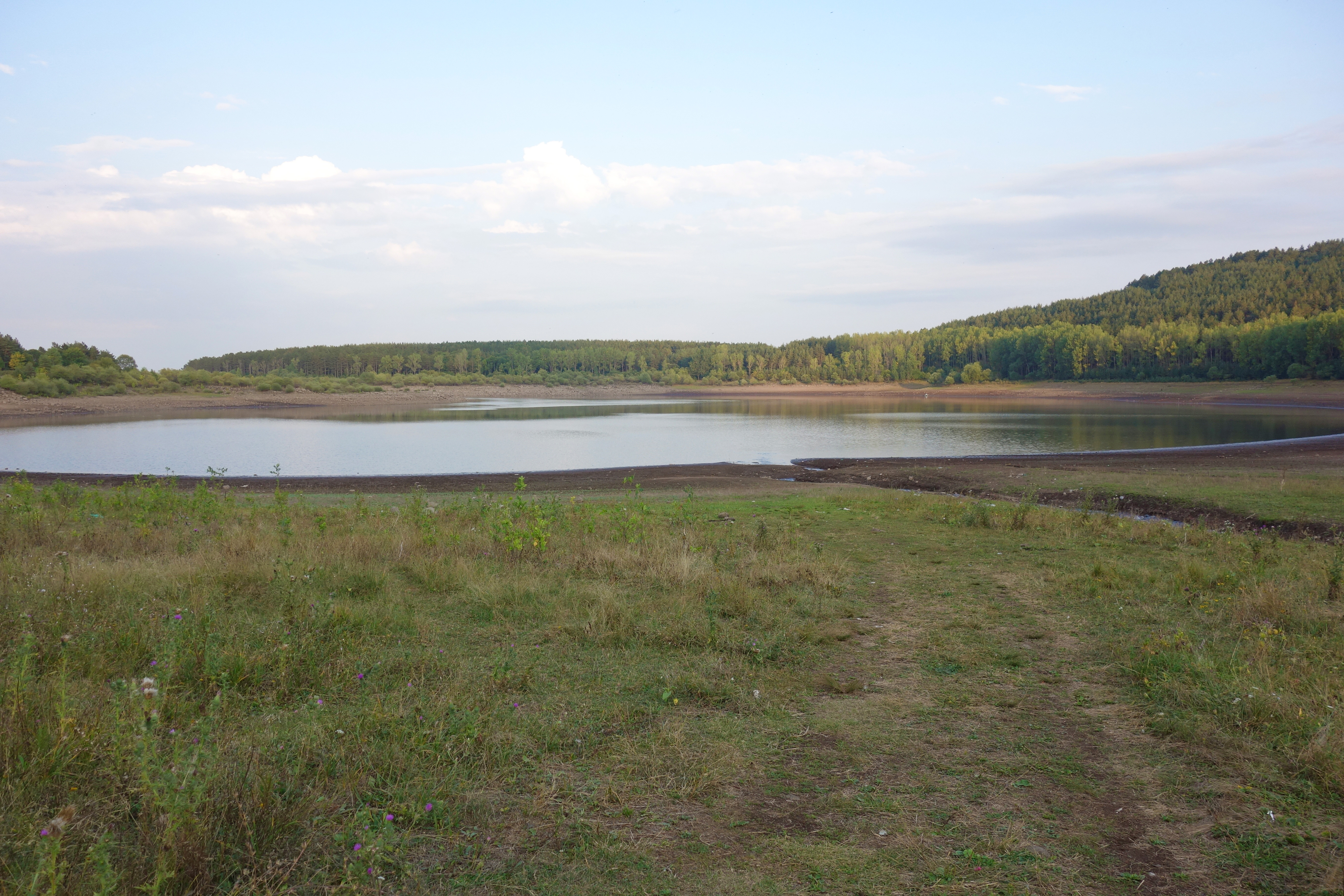
Embalse de Pantiani
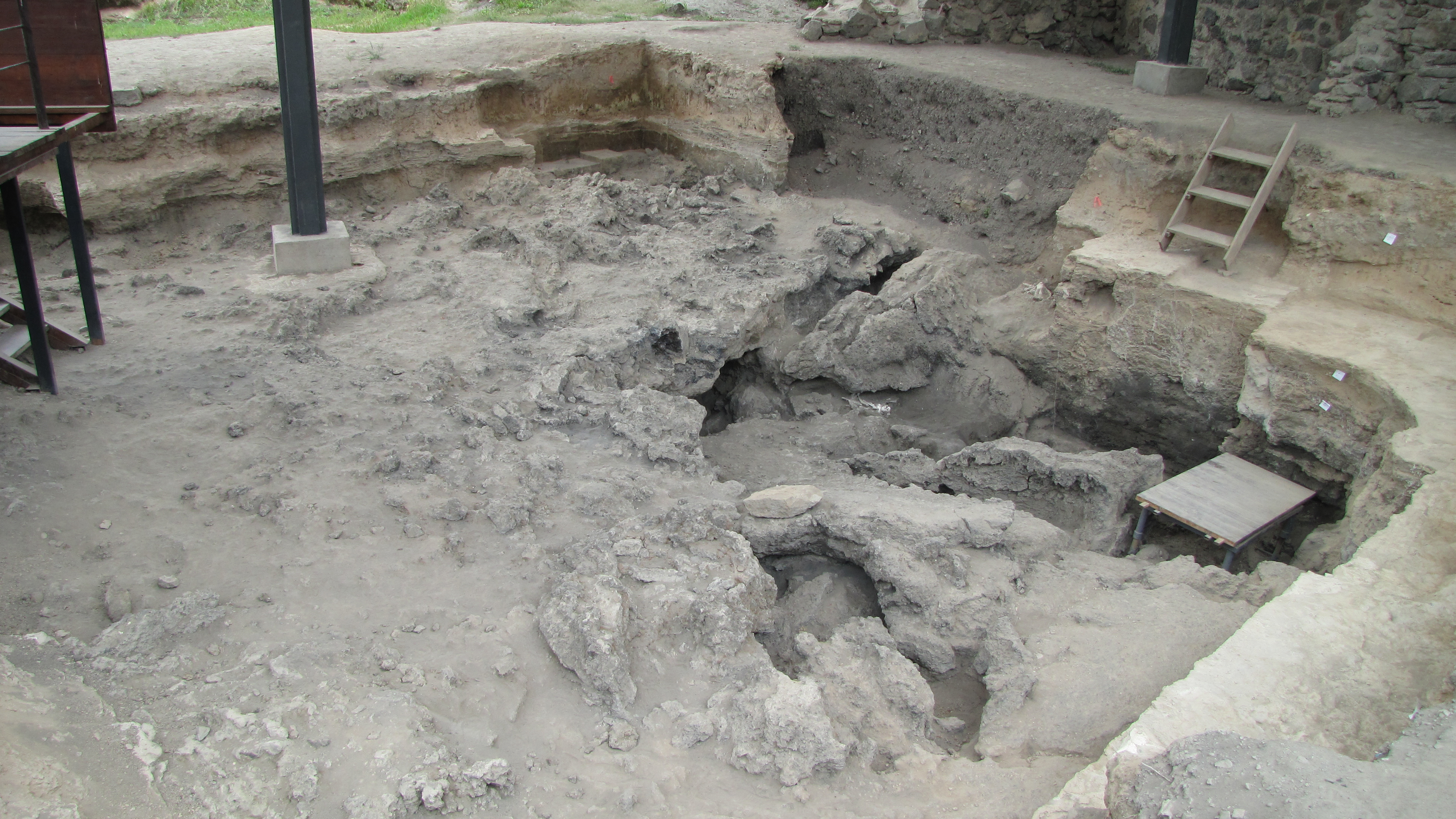
Yacimiento arqueológico de Dmanisi
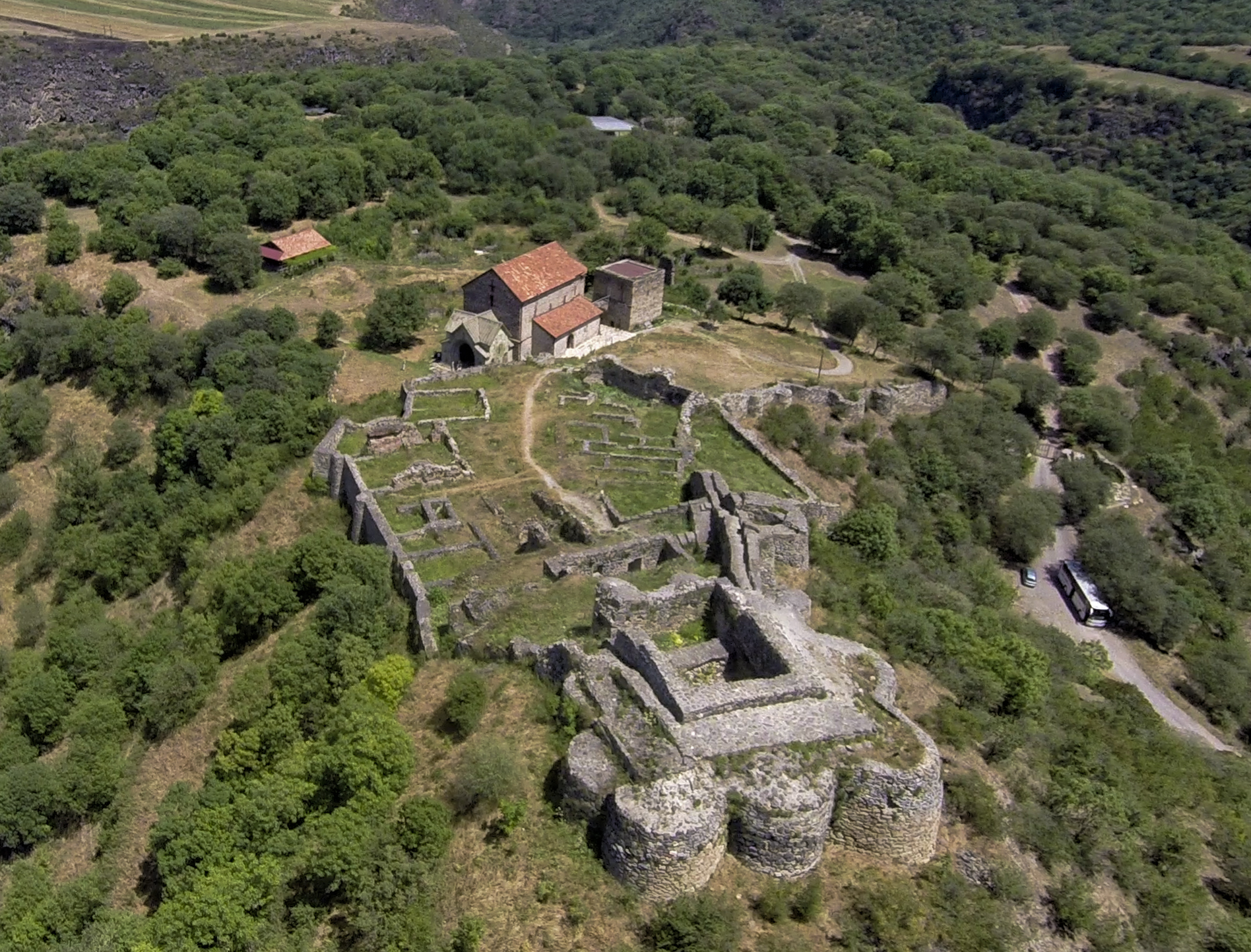
Sitio histórico de Dmanisi
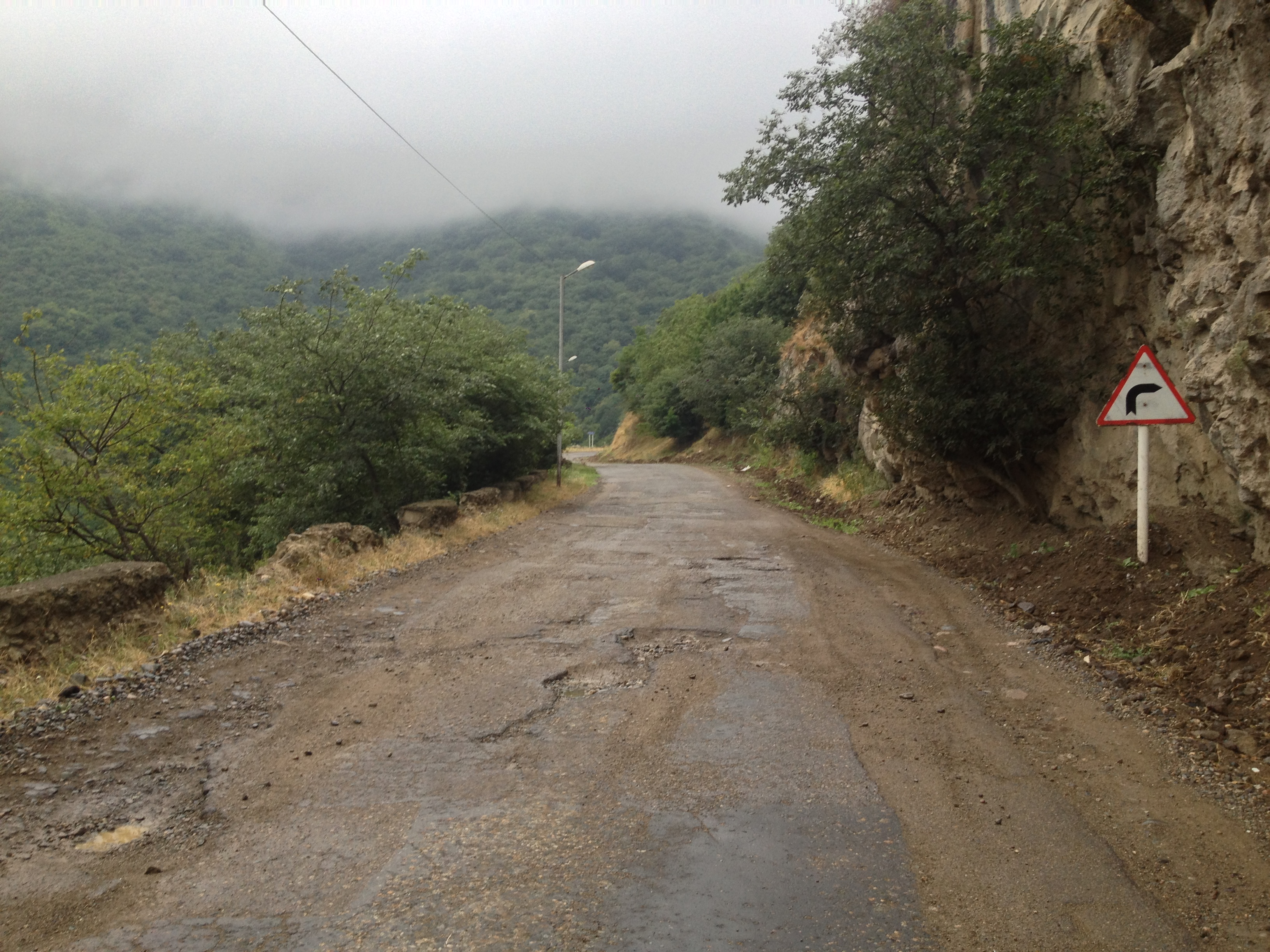
Carretera a Vardisubani